# Maria Romero Meneses
Maria Romero Meneses, właśc. María Romero Meneses (ur. 13 stycznia 1902 w Granadzie w Nikaragui, zm. 7 lipca 1977 w Las Peñitas) – nikaraguańska salezjanka (FMA), apostołka Kostaryki, błogosławiona Kościoła rzymskokatolickiego.
Pochodziła z wielodzietnej rodziny. Jej rodzicami byli Félix Romero Arana i Ana Meneses Blandón. Ojciec był państwowym urzędnikiem, m.in. ministrem finansów w rządzie José Santos Zelaya.
Maria Romero w wieku 12 lat zachorowała na gorączkę reumatyczną i jej wyzdrowienie było uważane za cud. Wstąpiła do Zgromadzenia Córek Maryi Wspomożycielki Wiernych a mając 21 lat, po odbyciu nowicjatu, złożyła śluby zakonne w San Salvadorze. Profesję zakonną złożyła 6 lat później w Nikaragui. W 1931 roku została wysłana do San José w Kostaryce. Tam opiekowała się ubogimi dziewczętami i uczyła dzieci katechizmu. Założyła specjalną wioskę dla najuboższych rodzin, zapewniając każdej z nich własny dom, a dzięki jej staraniom w mieście wybudowano kościół ku czci Najświętszej Maryi Pannie.
2 lipca 1977 udała się do sióstr w rodzinne strony, gdzie zmarła na zawał serca, w wieku 75 lat. W tydzień później ciało zostało sprowadzone do Kostaryki i tu pochowane.
Rząd Kostaryki ogłosił ją honorową obywatelką swego kraju, a rada miasta San José jej imieniem nazwała jedną z ulic.
Maria Romero Meness została beatyfikowana przez papieża Jana Pawła II w dniu 14 kwietnia 2002 roku.